# エリック・ザ・レッド (プロレスラー)
エリック・ザ・レッド（Eric the Red、本名：Ib Solvang Hansen、1934年8月1日 - 1978年11月16日）は、デンマーク出身のプロレスラー。
角の付いた兜を被り毛皮のコスチュームをまとったバイキング・ギミックの巨漢ヒールとして、北米の主要テリトリーで活躍した。

## 来歴
1950年代中盤にデンマークからカナダへ移住し、左官工やランバージャックなどを経て1960年にデビュー。北欧の伝説的人物である「赤毛のエイリーク」ことエイリーク・ソルヴァルズソンにあやかったエリック・ザ・レッド（Eric the Red）をリングネームに、バイキングをギミックとしたヒールとなって、カルガリーのスタンピード・レスリングやトロントのメープル・リーフ・レスリングなどカナダの各プロモーションで活動。1965年9月、バイキング・ハンセン（Viking Hansen）の名で日本プロレスの『ハリケーン・シリーズ』に初来日。ジャイアント馬場、豊登、吉村道明らと対戦した。
アメリカ合衆国のメジャー団体にも進出し、1967年にはミネアポリスのAWAにてバーン・ガニアやクラッシャー・リソワスキー、ドクターXらと対戦。古巣のカルガリーでは1968年にアーチー・ゴルディーと抗争を展開した。1969年8月から1971年4月にかけてはニューヨークのWWWFに出場、キラー・コワルスキー、バロン・シクルナ、イワン・コロフ、ゴリラ・モンスーン、ブルーノ・サンマルチノ、カウボーイ・ボブ・エリス、マリオ・ミラノ、ドミニク・デヌーチ、ジョン・L・サリバンなどと対戦している。
1970年代前半はNWFを主戦場とし、1971年7月22日にクルト・フォン・ヘスと組んでNWF世界タッグ王座を奪取。1973年2月17日にはオハイオ州アクロンにてジョニー・パワーズを破り、NWF北米ヘビー級王座を獲得した。同年9月23日には古巣のトロントにおいて、ジャック・ブリスコのNWA世界ヘビー級王座にも挑戦している。NWFではエリック・ジ・アニマル（Eric the Animal）とも名乗り、巨大な動物の骨を振りかざす野獣派として活動。1974年2月には同名義で新日本プロレスの『ビッグ・ファイト・シリーズ』に来日。新日本初参戦となるアンドレ・ザ・ジャイアントに次ぐ外国人陣営の副将格として、開幕戦の後楽園ホール大会にてアントニオ猪木とシングルマッチで対戦した。
1975年は、NWFの残党が参画していたアメリカ北東部の新団体IWAに出場。マイティ・イゴールと抗争を繰り広げ、ミル・マスカラスの保持するIWA世界ヘビー級王座にも再三挑戦した。IWAではジョージ "クライベイビー" キャノンをマネージャーに迎えてブルドッグ・ブラワーやザ・モンゴルズ（ジート&ボロ）と共闘。NWFでの旧敵パワーズやアーニー・ラッド、ビクター・リベラ、ディノ・ブラボー、ルー・テーズとも対戦している。
IWAの活動停止後はプエルトリコのWWCに参戦、1976年10月16日にカルロス・コロンからWWC北米ヘビー級王座を、12月25日にホセ・リベラからWWCプエルトリコ・ヘビー級王座をそれぞれ奪取した。翌1977年9月、国際プロレスの『スーパー・ファイト・シリーズ』への来日が予定されていたが中止となっている（代打でアレックス・スミルノフが国際プロレスに初参戦した）。
1977年下期からはオクラホマやルイジアナなどのアメリカ中南部を拠点としていたNWAのトライステート地区で活動。ビル・ワット、ディック・マードック、キラー・カール・コックス、マイク・ジョージ、サンダーボルト・パターソン、ポークチョップ・キャッシュ、レイ・キャンディ、ポール・オーンドーフ、ランディ・タイラー、バグジー・マグロー、ロン・バス、ボビー・ジャガーズなどと対戦し、スタン・ハンセンともタッグを組んだ。
1978年10月よりフロリダ地区に参戦し、10月14日にパク・ソンと組んでスティーブ・カーン&マイク・グラハムからNWAフロリダ・タッグ王座を奪取。ソニー・キングをマネージャーに迎えてダスティ・ローデスとも抗争を展開していたが、戴冠中の11月16日、自動車事故により死去。44歳没。彼の死後、サイクロン・ネグロが覆面レスラーのミスター・ウガンダに変身してNWAフロリダ・タッグ王座を引き継いだ。

## 逸話
プロレス界にデビューしたきっかけは、カナダでのカール・ゴッチとの賞金マッチ（レスラーが観客から腕自慢の挑戦者を募り、観客が勝てば賞金を進呈するシュートマッチ）とされる。この試合を目撃したフランク・バロア（アンドレ・ザ・ジャイアントのマネージャー）によると、ゴッチはナチュラルなパワーと巨体を持つエリックを攻めあぐね、タイムアップの引き分けに持ち込まれたという。この試合はテレビ放送され、エリックの存在は一躍有名となった。

## 得意技
- ボーンショット（Boneshot ） - 動物の骨での殴打
- エルボー・バット
- ハンマー・パンチ

## 獲得タイトル
ナショナル・レスリング・フェデレーション
- NWF北米ヘビー級王座：1回[12]
- NWF世界タッグ王座：2回（w / クルト・フォン・ヘス）[11]

ワールド・レスリング・カウンシル
- WWC北米ヘビー級王座：1回[18]
- WWCプエルトリコ・ヘビー級王座：1回[19]

チャンピオンシップ・レスリング・フロム・フロリダ
- NWAフロリダ・タッグ王座：1回（w / パク・ソン）[24]